# Oradea
Oradea (Hongarès Nagyvárad, Alemany Großwardein, turc Waräd o Wäräd o Warät o Wärät, totes les denominacions del llatí Varadinum) és una ciutat de Romania, a la província (en romanès judeţ) de Bihor (BH), a Transsilvània, vora de les Muntanyes Apusenia la frontera amb Hongria, travessada pel riu Crişul Repede.
La ciutat tenia (segons el cens de 2002) una població de 206.527 habitants. L'àrea metropolitana té aproximadament 20.000 habitants més.
Oradea és una de les ciutats més pròsperes de Romania i s'ha considerat tradicionalment com una porta a l'Europa més occidental.

## Ètnies de la població
Al segle xx, la ciutat va patir una transformació d'una majoria d'habitants d'origen hongarès a la situació actual amb una majoria de romanesos.

### Històric
- 1910: 69.000 (Romanesos: 5,6%, Hongaresos: 91,10%)
- 1920: 72.000 (R: 5%, H: 92%)
- 1930: 90.000 (R: 25%, H: 67%)
- 1966: 122.634 (R: 46%, H: 52%)
- 1977: 170.531 (R: 53%, H: 45%)
- 1992: 222.741 (R: 64%, H: 34%)

### Actualment

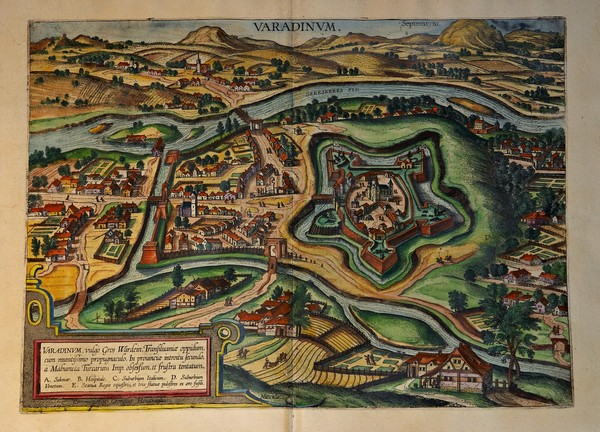
mapa del 1617

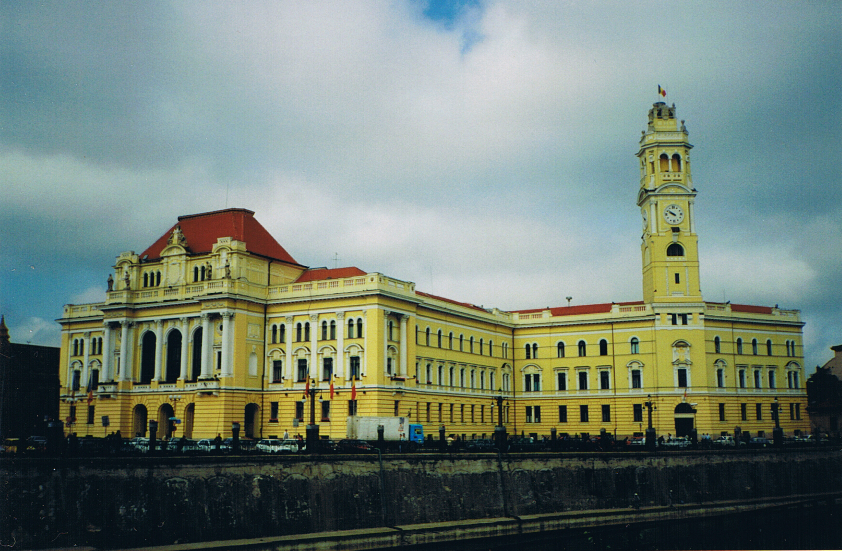
Ajuntament d'Oradea

Segons el cens de 2002:
- Romanesos: 145,295 (70,4%)
- Magiars: 56,830 (27,5%)
- Gitanos: 2,466 (1,2%)

## Història
Nagyvárad, avui a Romania a 12 km de frontera hongaresa, va sorgir al segle X com un castell a l'entorn del qual va sorgir una ciutat; va ser seu d'un bisbat fundat al segle xi pel rei Ladislau I d'Hongria. S'esmenta per primer cop sota el nom llatí de Varadinum ("vár" vol dir fortalesa en hongarès) el 1113. La ciutat formà part del comtat hongarès de Bihor i va florir en el segle xiii. La ciutadella, de la que es conserven les ruïnes s'esmenta ja el 1241 durant la invasió dels mongols. El segle xiv fou especialment pròsper i estàtues de Sant Esteve, d'Emeric i Ladislau (d'abans de 1372) i l'eqüestre de Sant Ladislau (de 1390) daten d'aquesta època. L'estàtua a cavall de Sant Ladislau fou la primera escultura pública proto-renaixentista d'Europa. El bisbe Andreas Báthori (1329–1345) va reconstruir la catedral en estil gòtic. D'aquesta època és també l'Hermes, avui conservat a Györ, que conté el crani del rei Ladislau i que és una peça mestre de l'art metal·lúrgic hongarès. Georg von Peuerbach va treballar a l'observatori de Varadinum, utilitzat com a referència del primer meridià de la Terra en la seva Tabula Varadiensis, publicada de manera pòstuma el 1464.
La ciutat va pertànyer a Transsilvània des de la creació d'aquest principat. El 1474 fou devastada pels otomans en una ràtzia. Després de la batalla de Mohács (1526) i especialment després de la conquesta de Budin (Buda) pels otomans el 1541, Várad, que era una fortalesa a la frontera de Transylvania amb el territori otomà, va augmentar la seva importància estratègica. La fortalesa fi reforçada fins a cinc vegades al segle xvi, una d'elles amb cinc grans bastions construïts segons model italià. També al segle xvi va començar a créixer com àrea urbana. El 1538 s'hi va signar el tractat de 4 de febrer entre Ferran I d'Habsburg i János Szapolyai en el que es reconeixien mútuament com a sobirans. El 1551 va passar als Habsburg però el 1557 va retornar a Transylvània. El 1598 fou atacada pels otomans durant cinc setmanes però la fortalesa va resistir.
Noves reformes s'hi van fer al segle xvii sempre seguint el model italià. El 1659, davant l'amenaça d'un atac otomà, es van reforçar les defenses de la ciutat. El sardar Köse Ali Pasha va atacar Nagyvárad el juliol i agost del 1660. L'èxit d'aquest atac fou degut a diverses causes: una era l'enorme superioritat numèrica otomana; l'altra que els turcs van saber assecar la rasa que protegia la fortalesa; i la tercera i principal fou que un projectil va destruir el polvorí amb la major part del material de defensa. D'acord amb els termes de la rendició (de 27 d'agost) els turcs van permetre la sortida lliure dels defensors, podent emportar-se una planxes d'impremta amb texts bíblics que no s'havien pogut acabar i els arxius episcopals. A la pau de Vasvár el príncep Akos Barczay va acceptar la pèrdua de la fortalesa. Llavors s'hi va establir un wilayat (liwa) otomà. El primer beglerbegi fou Sinan Pasha que segons les fonts tenia al mateix temps el wilayat d'Adana al sud-est d'Anatòlia. El territori s'estenia per extensos territoris a l'est del Theiss (Tisza) a les regions de Bihar, Doboka, Kösép-Szolnok, Külso-Szolnok, Kraszna, Szalbocs i Szatmar la majoria dels quals formaven nahiyeler. Al costat del kada de Varad i havia el de Senköb, centrat a l'antic castell de Szentjobb (romanès Siniob), i que se sàpiga el liwà no tenia més que aquestos dos kada. El 1665 es comptaven 6 khass, 29 ziamets, i 235 timars a Varad i 1, 2 i 46 a Senköb.
El 1691 els imperials van assetjar Nagyvárad o Grosswardein com l'anomenaven (que vol dir el mateix amb alemany) i la van conquerir el 5 de juny de 1692, sota la direcció del general Donathus Heissler.
Al segle xviii l'enginyer vienès Franz Anton Hillebrandt va planejar la ciutat en estil barroc i a partir del 1752 es van construir diverses edificacions notables com la catedral catòlica i el palau episcopal, avui museu (Muzeul Ţării Crişurilor). Al segle xix va tenir un paper important en la revolució de 1848, ja que fou la seu de la principal fàbrica d'armament; a la segona meitat del segle diversos noms literaris li foren adjudicats entre els quals "Compostela Hongaresa", "Felix civitas", "Paris del Riu Pece", "Ciutat del Demà", "Atenes del Körös", i "Ciutat d'Ahir". Generalment aquestos noms han caigut en desús.
Al final de la I Guerra Mundial amb la descomposició de l'Imperi Austrohongarès, els límits de la nova Hongria pel tractat de Trianon van deixar fora territoris hongaresos a l'est, incloent Nagyvárad i tota Transsilvània que van quedar per Romania, sense plebiscit com en altres llocs tot i la majoritària població hongaresa. El nom hongarès fou Oradea Mare (Gran Fortalesa). El 1925 els romanesos la van rebatejar simplement Oradea i li van donar rang de municipalitat liquidant la seva anterior autonomia local. D'acord amb la Concessió de Viena de 1940, Hitler i Mussolini van retornar el territori a Hongria però al figurar entre els perdedors de la Segona Guerra Mundial, Transylvania amb Oradea va haver de ser retornats a Romania el 1945, confirmat pel Tractat de París (1947) signat el 10 de febrer.
Encara que els romanesos han intentat absorbir a la població hongaresa aquesta conserva viva la cultura, i practica el bilingüisme. Hi ha nombroses famílies mixtes.

## Personatges il·lustres
- Àtila